# Samsung Galaxy Camera
Samsung Galaxy Camera — компактная камера, выпущенная фирмой Samsung на базе операционной системы Android 4.1 с надстройкой TouchWiz от Samsung. Компания анонсировала продукт со слоганом «Camera. Reborn». Это цифровой фотоаппарат с двадцатиоднократным оптическим зумом. Матрица  BSI CMOS 1/2,3 дюйма. Количество эффективных пикселей — около 16,3 млн, максимальное разрешение снимков — 4608×3456 (около 15,9 млн пикселей). Фокусное расстояние объектива — 4,1—86,1 мм или 23—483 мм в 35 мм эквиваленте, диафрагма — от f/2,8 до f/5,9. Выдержка может работать в диапазоне от 1/8 до 1/2000 секунды в автоматическом режиме или от 16 секунд до 1/2000 в ручном, диапазон ISO от 100 до 3200. Снимает видео с разрешением 1920×1080 (Full HD) при 30 кадрах в секунду. Максимальная частота кадров при видеосьёмке — 120 (замедленная съёмка с разрешением 768×512).
Камера оснащена модулями Wi-Fi и 3G, что даёт возможность полноценной работы в сети Интернет, есть поддержка SMS, однако голосовые звонки через сотовую сеть заблокированы прошивкой. Устройство оснащено портами microUSB (USB 2.0) и HDMI 1.4. Камера имеет сенсорный LCD-дисплей размером 4,8 дюйма с разрешением 1280×720 пикселей (технология HD Super Clear). В данной камере есть накопитель на 8 ГБ, однако память может быть расширена картами micro-SD/SDHC/SDXC (ёмкостью до 64 ГБ). Камера питается от собственного литий-ионного аккумулятора ёмкостью 1650 мА·ч.

## Модификации
- EK-GC100 — стандартная модель[2].
- EK-GC110 — модель без поддержки сотовых сетей. Установлена более новая версия ОС: Android 4.1.2[3].

- Дисплей Samsung Galaxy Camera
- Samsung Galaxy Camera